# Акчурина, Зухра
Зухра Акчурина (тат. Зөһрә Акчурина; Биби-Зухра Асфандияр кызы Гаспралы (Гаспринская), (тат. Биби-Зөһрә Әсфәндияр кызы Гаспралы (Гаспринская); девичья фамилия — Акчурина, в русскоязычных документах: Зухра (Биби-Зегра) Асфандияровна Акчурина (тат. Зухра (Биби-Зегра) Асфандияровна Акчурина); 1862, Симбирская губерния — 13 апреля 1903, Бахчисарай) — первая татарская женщина-журналистка, одна из издателей газеты «Терджиман-Переводчикъ».
Жена видного крымскотатарского просветителя Исмаила Гаспинского, мать журналистов Рифата Гаспринского и Шефики Гаспринской, которые также являлись издателями газеты «Терджиман-Переводчикъ».

## Биография
Родилась в 1862 году в деревне Старая Тимошкина Сенгилеевского уезда Симбирской губернии в известном татарском княжеском роде Акчуриных. Отец — Асфандияр Акчурин, мать — Фатима Акчурина.
Детство Зухры прошло в селе Коромысловка. Уже с детства она отличалась от своих сверстников: была «красива, проворна, отличалась особенным, присущим именно ей, складом ума, являлась хорошим собеседником». С детства она обучалась дома, у неё была русская гувернантка, которая её учила. Получала хорошее по тем временам образование и мусульманское домашнее воспитание. По примеру семьи Асылзат её родители наняли гувернантку русского происхождения, которая обучала Зухру русскому языку, русской литературе и музыке. О гувернантке Гаяз Исхаки в газете «Ил» в 1914 году писал следующее:
Хотя гувернантка и не обладала большими знаниями, уже то, что она пришла из другого мира, из русской жизни, была хоть немного знакома с расцветающей литературой России, дало хорошую пищу для фантазий маленькой Зухры, способствовало расширению её кругозора, её мышления.

### Знакомство и свадьба с Исмаилом Гаспринским
Брат её отца Ибрагим Курамшаевич Акчурин (1859—?), окончив Симбирский кадетский корпус, отправился на лечение в Крым, вместе с ним поехала Зухра. В 1880 году в Крыму Акчурины познакомились с Исмаилом Гаспринским — городским главой Бахчисарая. Ознакомившись с брошюрой Исмаила «Русское мусульманство», в котором говорилось о необходимости заимствования русской и европейской культуры для нужд мусульман России, Акчурины были поражены его взглядами . О своей первой встрече с Зухрой Исмаил Гаспринский вспоминал следующее: «Мне казалось, что над ней не кипит вода».
Вернувшись в Симбирск, Зухра первой написала письмо Исмаилу Гаспринскому. Обменявшись письмами, через некоторое время они решают «связать свою судьбу». Встретившись в 1881 году на Макарджинской ярмарке, Гаспринский попросил Ибрагима Акчурина стать посредником между ним и отцом Зухры, но не получил согласия.
Исмаил решил сам отправиться в Коромысловку. Остановившись в соседнем русском селе, он послал сообщение, что едет к Зухре. Однако Асфандияр-эфенди не согласился выдать дочь за выходца из знатного рода Исмаила Гаспринского. Но молодые люди решают быть вместе. Ночью в Акчуринском саду при участии двух свидетелей был подписан своеобразный договор о браке тех времён — алдым-бирдем («взял-отдал»). Утром его представили Асфандияру. Отец девушки приказал приостановить работу на фабрике и избить рабочим незваного гостя. В то время Зухра выбежала на балкон со словами: «Я твоя! Я навеки буду твоей!». Гаспринского спасло наличие над ним мундира городского головы, вышитого золотом, и поэтому рабочие не решались поднять руку на человека в таком мундире.
Исмаил Гаспринский, надеясь на защиту, поехал в Уфу к муфтию Салимагерю Тафкилеву. Муфтий счёл подписанный в присутствии свидетелей договор правильным и предложил главе рода Тимербулату Курамшиновичу Акчурину (1826—1906) решить дело мирным путём. После этого Акчурины приняли решение устроить свадебное торжество.
Статья Гаяза Исхаки о свадебном событии «Исмаил-бек, Зухра-ханум Гаспринские», вышедшая в газете «Ил» после смерти И. Гаспринского, вызвала недовольство в роду Акчуриных. Ибрагим Акчурин и Махбубджамал Акчурина написали ответные статьи, в которых сделали акцент на том, что, хотя свадебное событие вначале бросило тень на отношения между двумя семьями, впоследствии между ними установилась дружба. Ризаитдин Фахретдин в своём труде «Знаменитые дамы» называет Зухру Акчурину «жемчужиной среди татарских женщин», отмечая, что из-за сильного желания служить просвещению, несмотря на несогласие родственников, она оставила родную Симбирскую губернию и уехала в Крым в Бахчисарай.

### Работа в газете
32-летний И. Гаспринский в апреле 1883 года добился разрешения на издание газеты «Терджиман-Переводчик» на русском и татарском языках. 21-летняя Зухра Акчурина поддержала инициативу мужа. Своё приданое и украшения она тратила на издание газет. В течение 5-6 лет Зухра вела всю работу по оформлению, документации, привлечению новых подписчиков газеты.
Когда начинался выпуск газеты, печатную машину супруги вручную переворачивали, печатали, фальцевали, писали адрес, наклеивали марку, доставляли на почту. После отправки очередного номера газеты подписчикам приступали к работе над новым. Исмаил Гаспринский писал статьи для русской части газеты обычно по-русски, а Зухра Акчурина исправляла, упрощала и переводила на татарский язык, который знала лучше мужа, написанные тексты. Газета выходила по 1-2 номера в неделю, на одной стороне газеты малого формата размещался текст на русском языке, на другой — на татарском.
Рос и тираж газет. Если в первый год (1883) газета получила 320 подписчиков, то в 1884 году — 406 подписчиков, а в 1885 году — 1000 подписчиков. Газета начала покрывать свои расходы только в начале XX века. За 20 лет Исмаил Гаспринский и Зухра Акчурина смогли подготовить своих постоянных учеников. В то время, когда Исмаил уезжал с работой в другие города, выпуск газеты полностью находился под контролем Зухры Акчуриной. Она писала ответы на письма, готовила и публиковала для газеты статьи, посвящённые волго-уральскому региону.
Когда газета встала на ноги, Зухра Акчурина взяла в редакцию сотрудников и привлекла к газетному делу своих братьев. Она, передав помощникам часть обязанностей по газете, занялась новым для неё делом созданием образцовой школы для девочек.
Городской голова Бахчисарая Мустафа Давыдович назвал Зухру Акчурину «первой журналисткой среди мусульманских женщин России» и от имени крымских тюрок подарил ей золотую брошь. Представители Казани назвали её «матерью нации».

### Школа
В 1893 году Зухра Акчурина на собственные средства открыла в Бахчисарае собственную начальную школу нового метода для девочек и в течение десяти лет возглавляла её. В качестве образца для своей школы она взяла начальную школу для мальчиков, действовавшую с 1883 года при Зынджирлы-медресе.

### Смерть
13 апреля 1903 года Зухра Акчурина заболела брюшным тифом и умерла на 41-м году жизни. Её могила находится у входа в мавзолей первых крымских ханов. Когда Исмаил Гаспринский умер в 1914 году, его похоронили на одном кладбище с Зухрой Акчуриной на территории медресе «Зынджирлы».
Ризаитдин Фахретдин отметил, что после смерти Зухры-ханум на имя Исмаила Гаспринского пришло около трёхсот соболезнующих писем и телеграмм со всех уголков России.

## Семья
Муж — Исмаил Гаспринский (1851—1914)
- Дочери — Шефика (1886—1975), Нигяр (1896—?).
- Сыновья — Рифат (1884—1925), Джавад-Мансур (1897—?), Гейдар-Али (1898—?).

## Память
В августе 2015 года прошла международная конференция «Юсуф Акчура: наследие и современность», где на протяжении нескольких дней — сначала в Казани, затем в Ульяновске и в родовом поместье Старотимошкино — ученые из России и Турции читали доклады об истории рода Акчуриных. В рамках этой конференции сельской библиотеке Старотимошкино было присвоено имя Зухры Гаспринской-Акчуриной.